# Подол (Ахтырский район)
Подол (укр. Поділ) — село,
Староивановский сельский совет,
Ахтырский район,
Сумская область,
Украина.
Код КОАТУУ — 5920388005. Население по переписи 2001 года составляет 59 человек .

## Географическое положение
Село Подол находится на правом берегу реки Ворскла,
выше по течению на расстоянии в 1,5 км расположено село Сосонка,
ниже по течению на расстоянии в 2 км расположено село Пески,
на противоположном берегу — село Залужаны (Ахтырский городской совет).
Река в этом месте извилистая, образует лиманы, старицы и заболоченные озёра.
К селу примыкает большой лесной массив (дуб).